# Aloe eximia
Aloe eximia ist eine Pflanzenart der Gattung der Aloen in der Unterfamilie der Affodillgewächse (Asphodeloideae). Das Artepitheton eximia stammt aus dem Lateinischen, bedeutet ‚ausgezeichnet‘ und verweist auf den bemerkenswert hohen Wuchs der Art.

## Beschreibung

### Vegetative Merkmale
Aloe eximia wächst stammbildend und einzeln. Der gerade, aufrechte Stamm erreicht eine Höhe von 4 bis 5 Meter (selten bis zu 7 Meter) und ist 8 bis 14 Zentimeter (selten bis zu 20 Zentimeter) dick. Die 20 bis 25 ziemlich schmal lanzettlichen Laubblätter sind ausgebreitet und stark zurückgebogen. Ihre leuchtend grüne, rötlich überhauchte Blattspreite ist 45 Zentimeter lang und 5 bis 6 Zentimeter breit. Die Blattspitze ist spitz. Die gelblich weißen Zähne am Blattrand sind 2 Millimeter lang und stehen 5 bis 12 Millimeter voneinander entfernt. Der Blattsaft ist bräunlich gelb und trocknet dunkler.

### Blütenstände und Blüten
Der einfache Blütenstand erreicht eine Länge von 18 bis 20 Zentimeter. Die dichten, leicht zylindrischen bis fast kopfigen Trauben sind 7 bis 10 Zentimeter lang und 8 bis 9 Zentimeter breit. Die Brakteen weisen eine Länge von 8 bis 10 Millimeter auf und sind 6 bis 7 Millimeter breit. Die gelben Blüten sind im Knospenstadium orangefarben oder ziegelrot und stehen an 20 bis 25 Millimeter langen Blütenstielen. Die Blüten sind 20 bis 22 Millimeter lang. Auf Höhe des Fruchtknotens weisen die Blüten einen Durchmesser von 5 Millimeter auf. Ihre äußeren Perigonblätter sind auf einer Länge von 10 bis 12 Millimetern nicht miteinander verwachsen. Die Staubblätter und der Griffel ragen 5 bis 6 Millimeter aus der Blüte heraus.

## Systematik und Verbreitung
Aloe eximia ist auf Madagaskar in Höhen oberhalb von 1200 Metern verbreitet. Die Art ist nur aus dem Gebiet des Typusfundortes bekannt.
Die Erstbeschreibung durch John Jacob Lavranos und Thomas A. McCoy wurde 2006 veröffentlicht.

## Nachweise